# Cheny
 Cheny  es una comuna y población de Francia, en la región de Borgoña, departamento de Yonne, en el distrito de Auxerre y cantón de Seignelay. Es la mayor población del cantón
Su población en el censo de 1999 era de 2.535 habitantes. Forma parte de la aglomeración urbana de Migennes.
Está integrada en la Communauté de communes de l'agglomération Migennoise .

## Demografía
| 1556 | 1678 | 2210 | 2523 | 2521 | 2535 |
| Para los censos de 1962 a 1999 la población legal corresponde a la población sin duplicidades (Fuente: INSEE [Consultar]) |      |      |      |      |      |